# Corrida de rejón

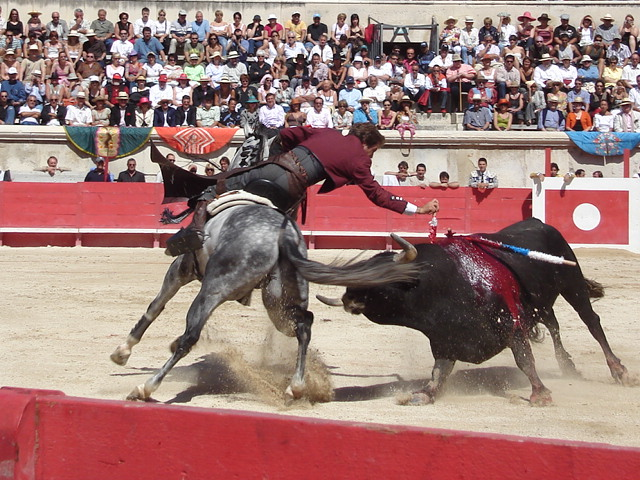
Un rejoneador lors d'une corrida de rejón : pose de banderilles courtes

La corrida de rejón est une forme de corrida dans laquelle le taureau est combattu par un cavalier, le rejoneador.

## Présentation
Elle est pratiquée partout où se pratique la corrida à pied. Son déroulement comprend, comme dans la corrida à pied, trois tercios. Le rejoneador utilise deux types de rejón. Dans le premier tercio : le rejón de « châtiment » ou javelot de bois de 160 centimètres avec un fer de 15 centimètres fixé à la hampe par une cheville encochée. Au moment de la pose, la cheville se sépare en deux, libérant ainsi un drapeau qui sert de leurre. Dans le troisième tercio : le « rejón de mort » (« rejón de muerte ») muni d'une lame d'épée qui remplace le fer du « rejón de châtiment ». En langue portugaise, le rejón porte le nom de farpa. C'est aussi le nom des banderilles les plus longues.
Historiquement, le rejón est le prolongement du javelot utilisé à la chasse par les chevaliers dès le XVIe siècle. C'est l'outil essentiel dans le toreo à cheval.
En France, les dispositions concernant la corrida de rejón sont contenues dans l'article 88 du Règlement de l'Union des villes taurines françaises.

## Déroulement de la lidia
Pendant le premier tercio le rejoneador plante les rejónes de « châtiment » qui sont destinés à remplacer la pique de la corrida à pied. Ils s’achèvent par une lame d'acier en forme de poirier qui a toutefois moins d'efficacité que la pique, et ils ne doivent pas être enfoncés à fond pour ne pas blesser gravement l'animal. Leur nombre varie de un à trois. Selon le règlement taurin municipal, article 88, alinéa 5, les rejoneadors ne peuvent pas poser plus de trois rejónes de « châtiment » à chaque animal.
« Le deuxième tercio correspond à celui de la muleta du torero à pied, même si le rejoneador place des banderilles à son adversaire. C'est la séquence la plus artistique et la plus brillante ». Le rejoneador pose des banderilles plus longues que celles utilisées dans la corrida à pied (jusqu'à 80 cm) ou très « courtes », donc plus difficiles à planter, ou encore les banderilles dite « roses », inventées par  Antonio Cañero vers 1921, constituées d'une hampe de 20 cm de long et d'un harpon de 8 mm. Selon l'article 88 du règlement taurin municipal, le rejoneador ne peut placer plus de trois banderilles longues, trois courtes ou trois roses s'il intervient seul. S'ils interviennent par paire, selon l'article 88 du même règlement, les rejoneadors peuvent placer quatre banderilles longues, quatre courtes et quatre roses.
Comme pour la corrida à pied, le rejoneador peut pratiquer la pose de banderilles de diverses façons : « al quiebro », « de Cara » (en face), « a tira » (de biais), « a garupa » (à la croupe), « por dentro » (par l'intérieur), « à l'étrier », « a media vuelta », et planter les banderilles « à l'étrier », « à selle passée », « à la croupe ».
Au troisième tercio, la mise à mort est effectuée à l’aide du rejón de mort avec lequel le rejoneador estoque le taureau. Le rejón de mort est un javelot de la même taille que le rejón de châtiment, mais il comporte une lame d'épée à double fil.
C'est le président qui décide du moment où le rejoneador peut se servir du rejón  de mort. Le matador a alors cinq minutes pour réaliser la mise à mort. Si au bout de ces cinq minutes, le taureau est encore vivant, le cavalier doit descendre en piste et se servir de l'épée comme un matador à pied.
La « suerte de matar » (mise à mort du taureau) peut être exécutée de plusieurs manières : « a recibir », « atacando », ou « de poder a poder ».

## Les chevaux

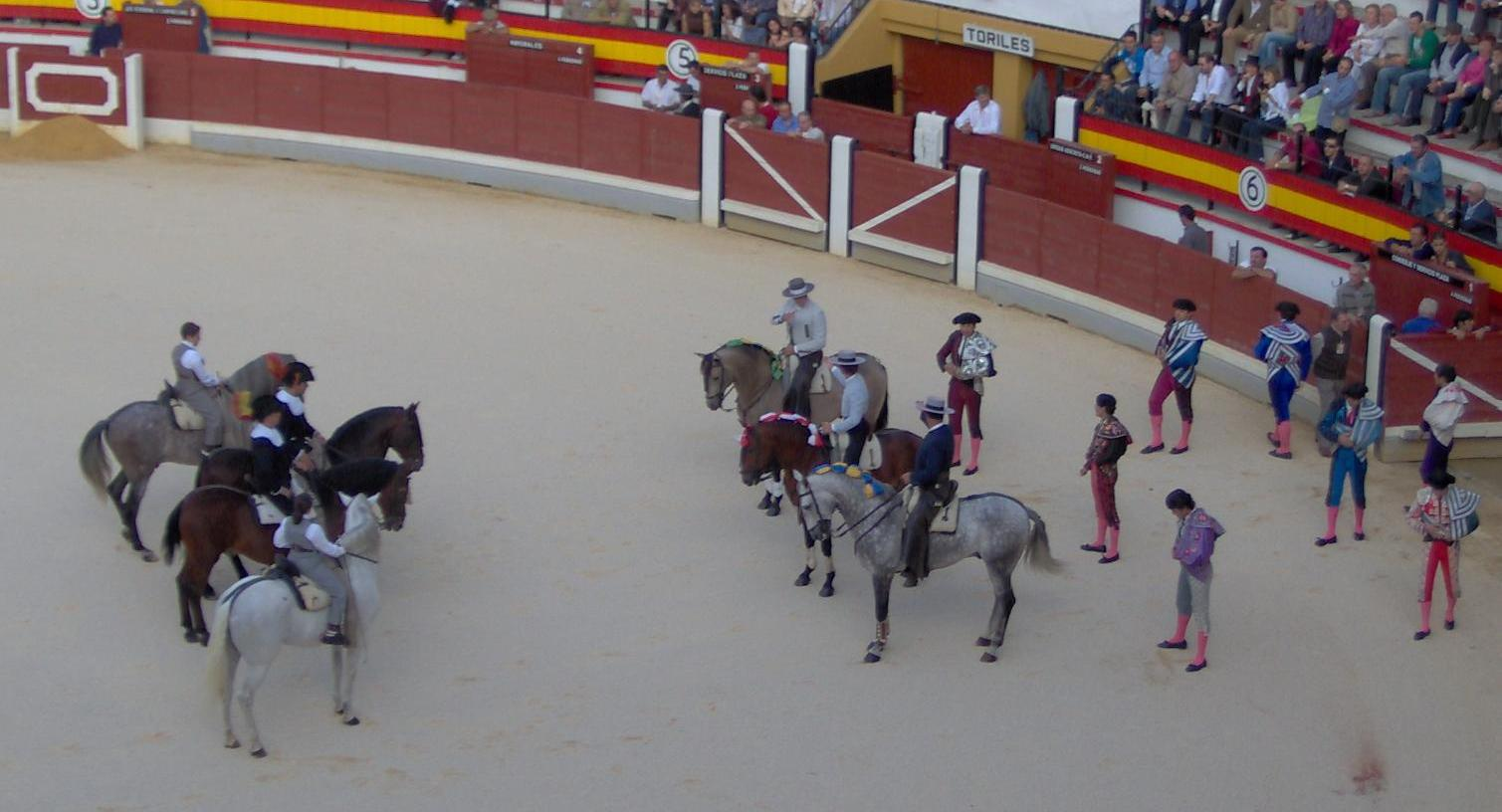
Préparation du paseíllo de rejón

Le cheval lusitanien est le plus utilisé lors de ce spectacle, mais depuis l'après guerre, d’autres races sont apparues : espagnol, arabe, quarter horse, avec des croisements : lusitanien/arabe, anglo-arabe, hispano/arabe hispano/anglo-arabe.
Le rejoneador utilise un cheval par tercio : le cheval du paseíllo, celui du tercio de châtiment, celui du tercio de banderilles, celui du tercio de mort. Et selon l'article 88 du règlement taurin, il est tenu de présenter un cheval de plus qu'il n'y a d'animaux à combattre.
La taille moyenne du cheval se situe entre 1,50 et 1,60 m. Les chevaux plus petits ne sont pas assez rapides et les plus grands sont considérés comme maladroits dans de petites arènes. Un bon cheval de rejón doit avoir une arrière main musclée et une bonne bouche, afin de pallier les brusques accélérations et les courts freinages.
Le jeune cheval est débourré vers l'âge de trois ans après une préparation de six mois. Lors de sa première année de dressage, sa bravoure face à un taureau dressé peut être testée. Toutefois, à la fin de certains entraînements, il sera présenté face au caretón (chariot à tête de taureau). Puis les entraînements deviennent du dressage tauromachique, partage entre dressage classique et tauromachie. Enfin il est présenté à des erales, puis des novillos, puis à des taureaux de plus de trois ans, jusqu'au moment où il sort dans une vraie course.

## Les taureaux
Les castes de taureaux généralement choisies pour la course de rejón, sont celles présentant la capacité à tenir un galop long et soutenu (Ex. : Murube). Les cornes du taureau ne sont pas emboulées, mais le règlement autorise à les épointer pour protéger le cheval. Selon Paul Casanova et Pierre Dupuy, pour diminuer encore le risque couru par le cheval que son long dressage et ses qualités rendent précieux, la plupart des taureaux de rejón ont à peine dépassé le stade de novillos.
Actuellement, les cavaliers portugais entraînent d'abord leurs chevaux devant des taureaux châtrés pour leur faire passer leurs frayeurs.

## Galerie

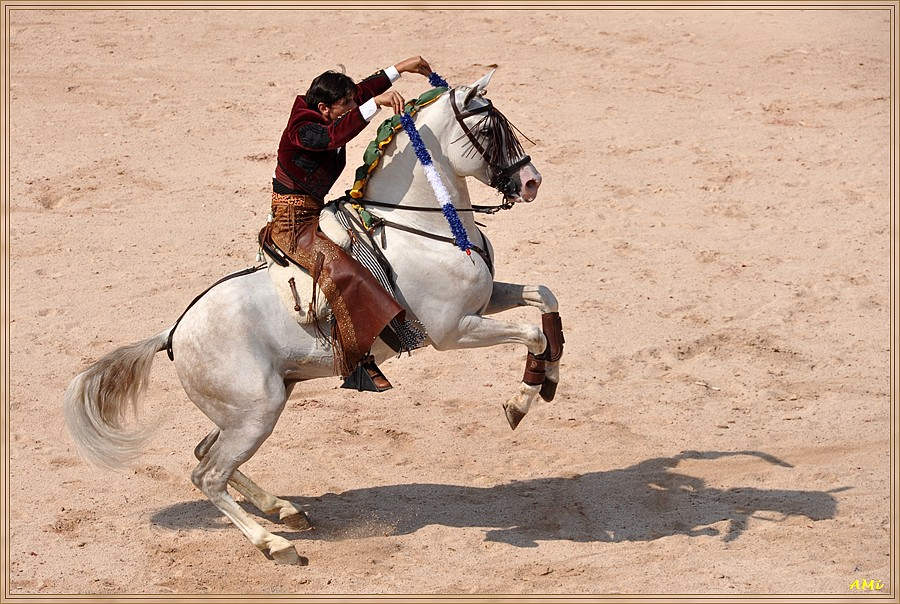
Diego Ventura à Arles lors de la feria du Riz 2009
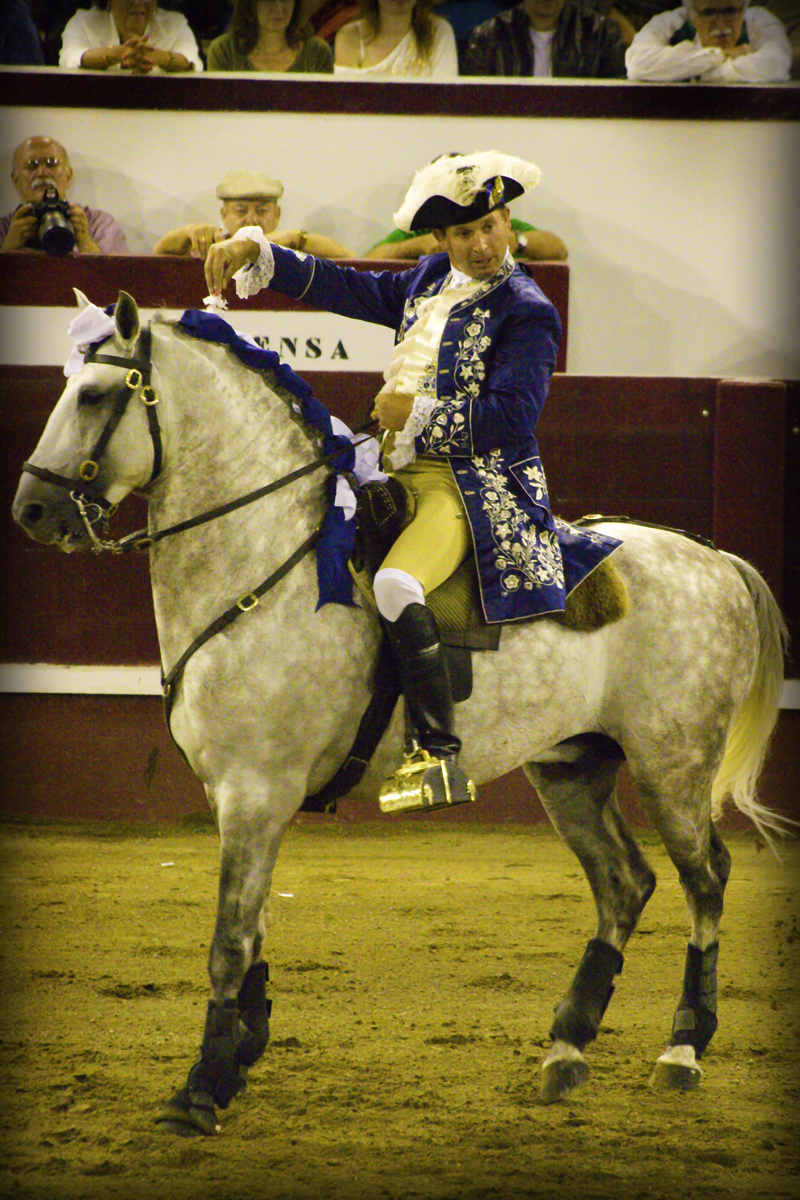
Antonio Telles corrida de rejón portugaise
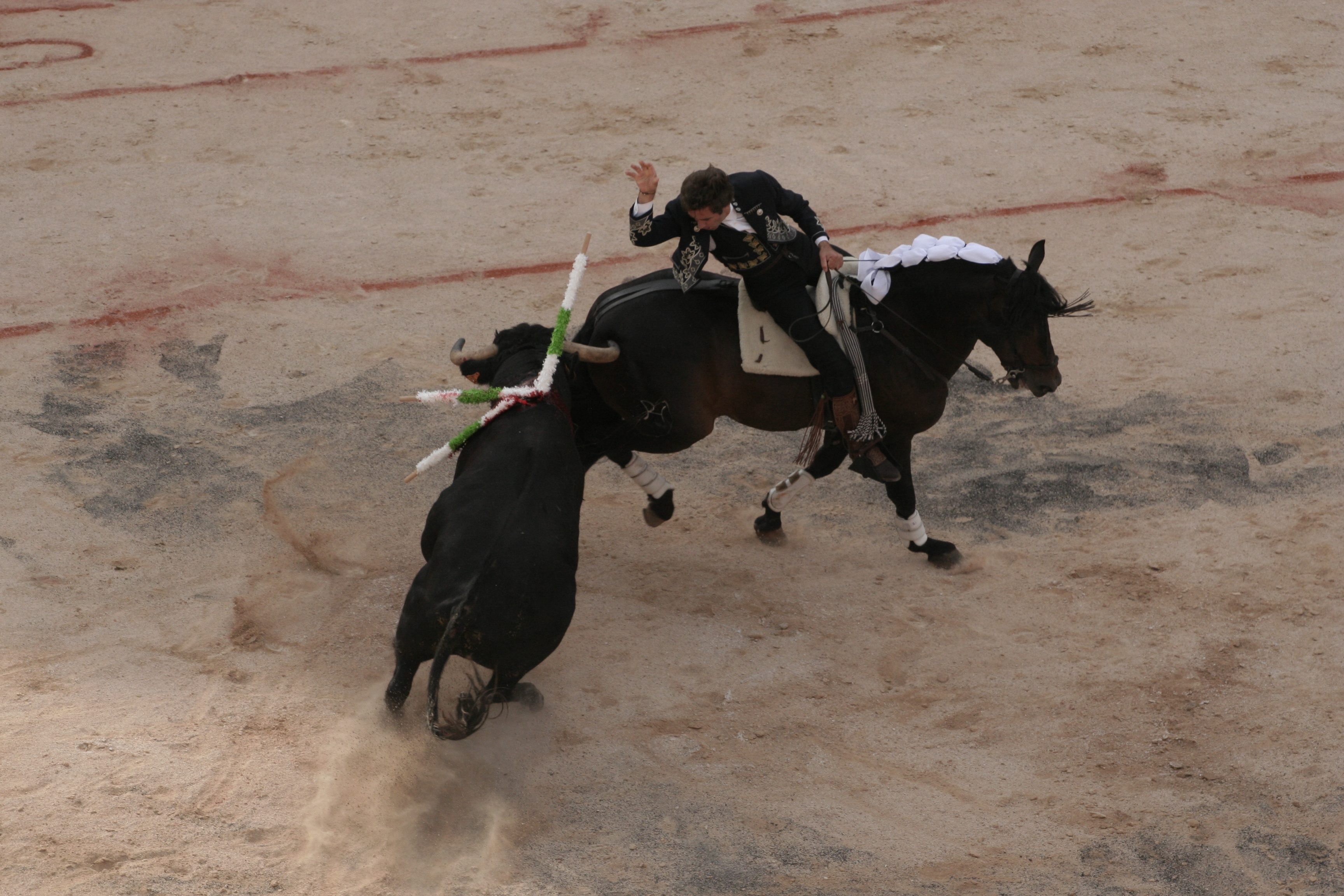
Mendoza à Arles, pose de La Rose
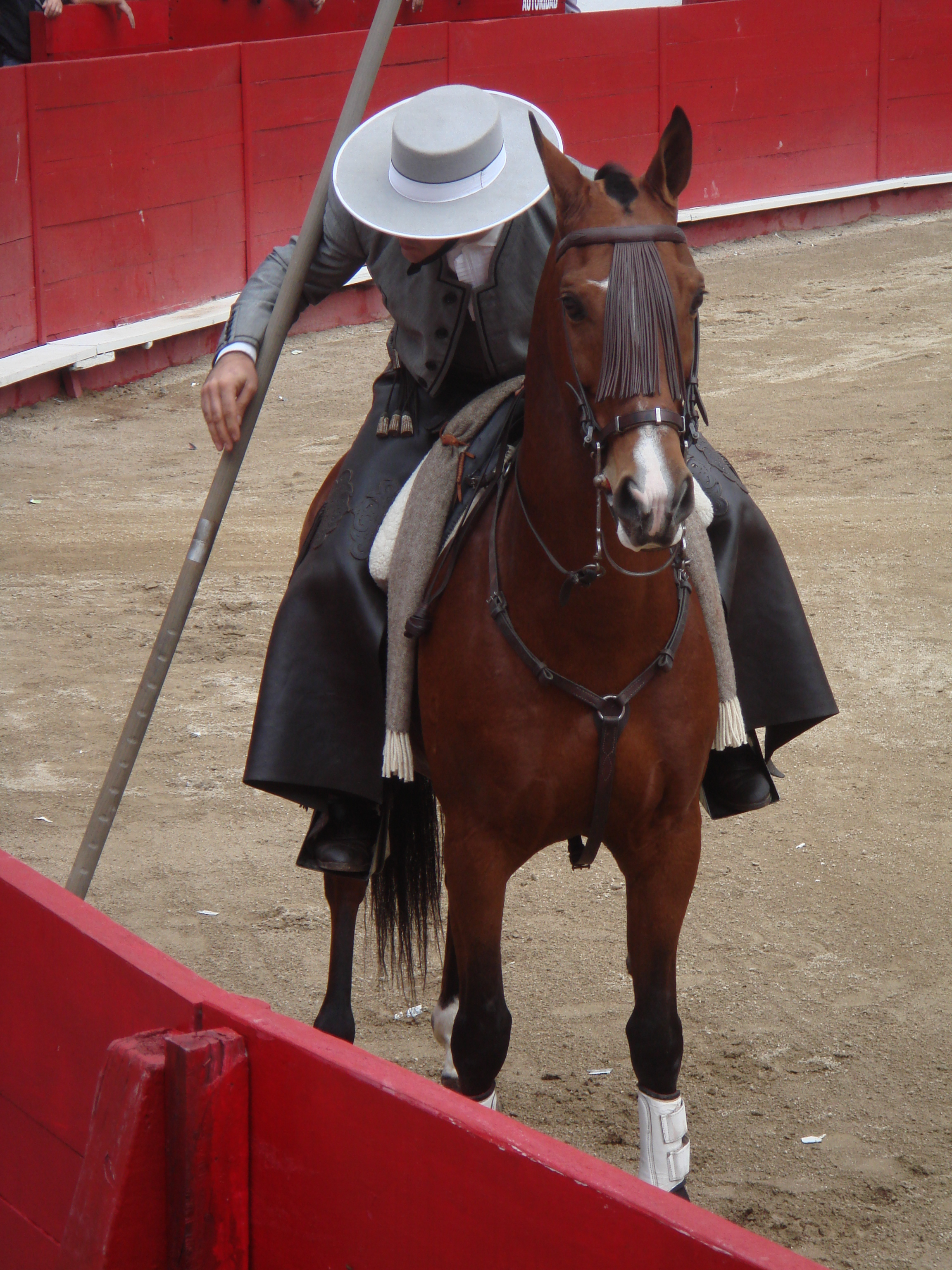
Álvaro Montes reçoit le taureau avec la garrocha
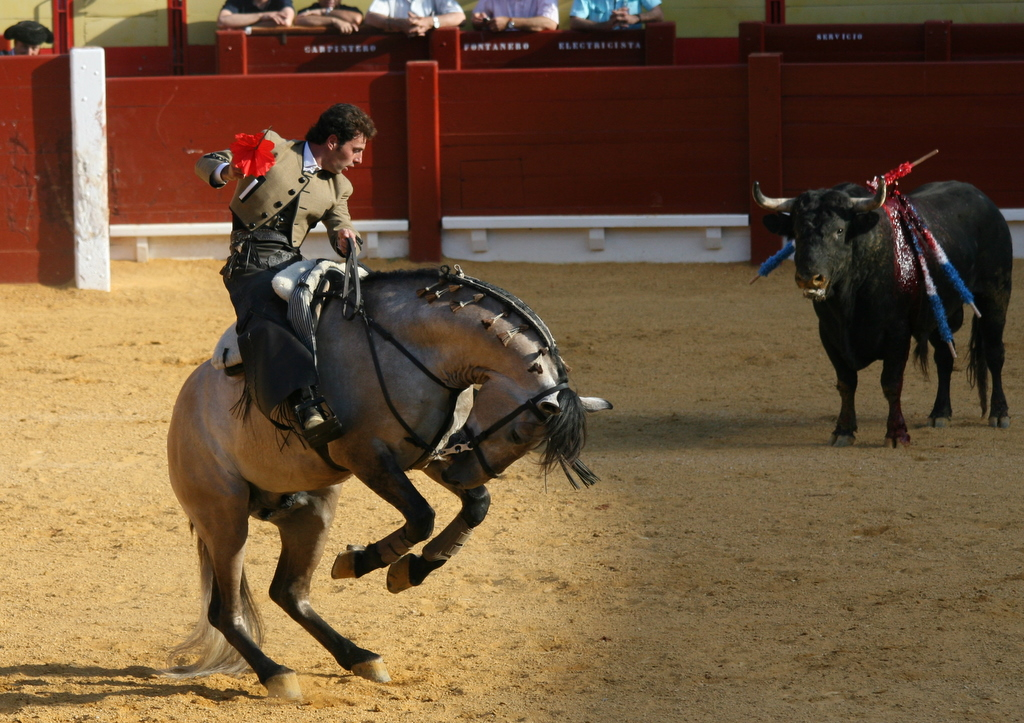
Andy Cartagena en 2008
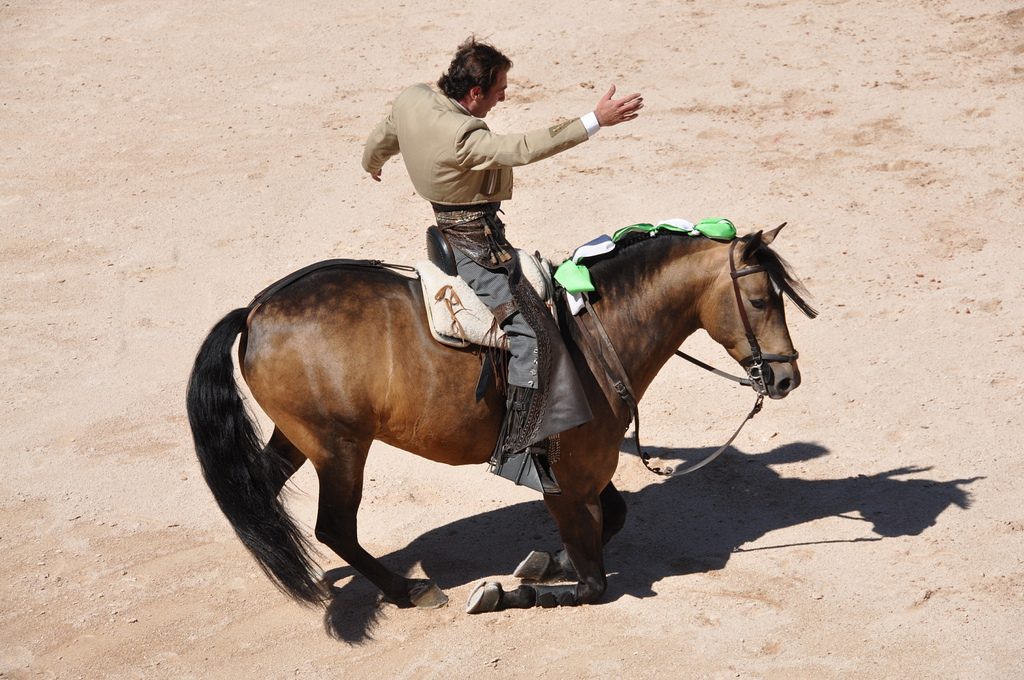
Andy Cartagena à Arles lors de la feria de Pâques 2010